# Richard Ford (Schriftsteller, 1796)

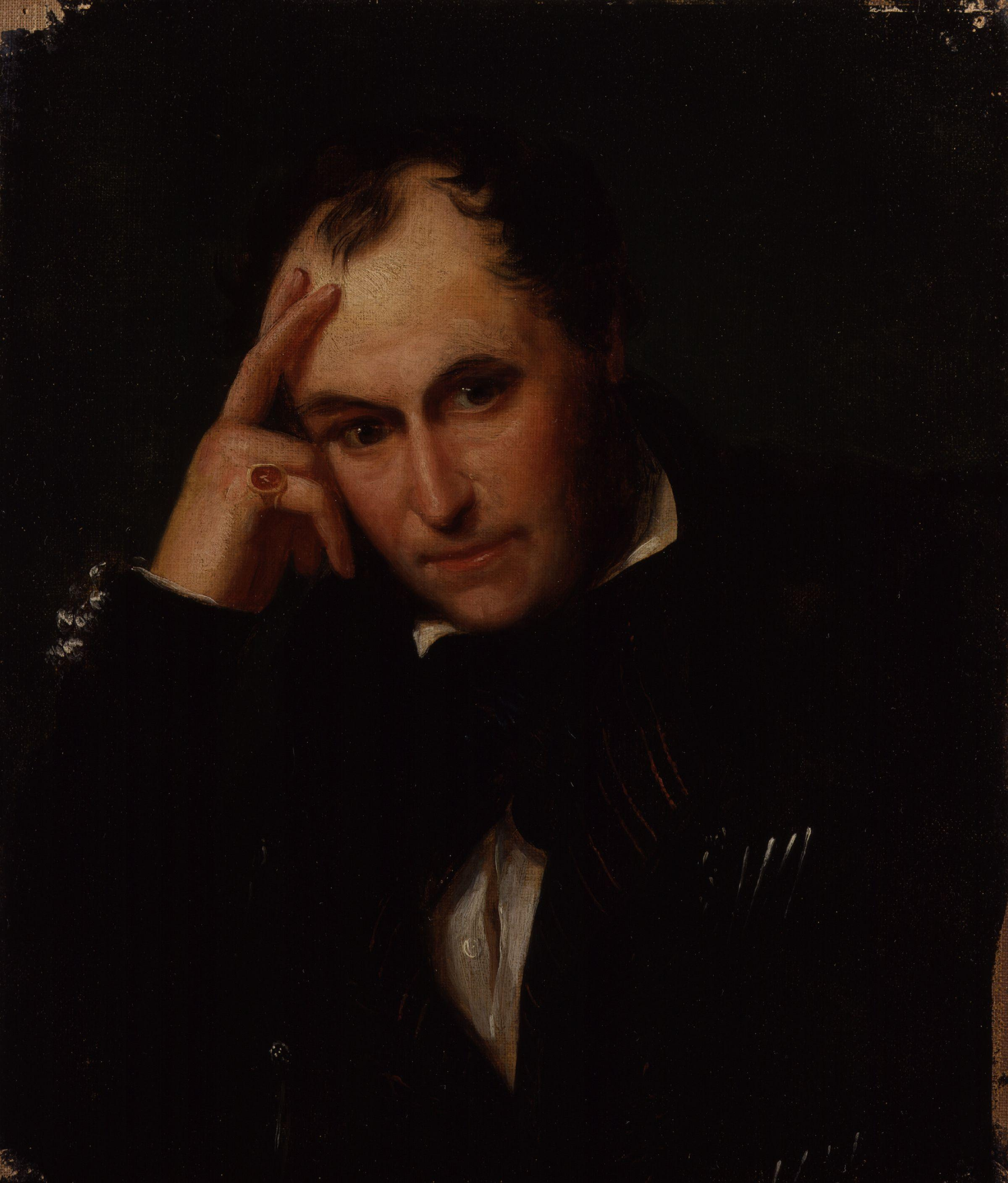
Richard Ford

Richard Ford (* 21. April 1796 in London; † 31. August 1858 in Heavitree (seit 1913 Stadtteil von Exeter), Grafschaft Devon) war ein englischer Reisender, Schriftsteller und Zeichner.

## Leben
Richard Ford war der älteste Sohn von Sir Richard Ford, der 1789 Member of Parliament für East Grinstead war und später viele Jahre Polizeichef von London. Er war seit 1794 mit Marianne Ford, geb. Booth, verheiratet, der Tochter und Erbin von Benjamin Booth, einem namhaften Kunstsammler.
Ford studierte in Winchester und am Trinity College in Oxford und arbeitete zunächst als Rechtsanwalt sowie als Journalist und Karikaturist für verschiedene Zeitungen in London, einschließlich der Quarterly Review. 1824 heiratete er Harriet Capel (1806–1837), das einzige Kind von George Capell-Coningsby, 5. Earl of Essex (1757–1839). Mit ihr hatte er einen Sohn, Clare Ford (1828–1899), der später englischer Diplomat wurde.
Im Jahre 1830 zog Richard Ford wegen der prekären Gesundheit seiner Frau, die eine Änderung des Klimas benötigte, nach Spanien. Er nahm seinen Wohnsitz in Sevilla und Granada. Von dort bereiste er die gesamte Halbinsel. Im Herbst 1833 kehrte er nach England zurück und ließ sich in Exeter ein Haus im Mudéjarstil bauen, in dem er sich eine umfangreiche Bibliothek mit Büchern in spanischer Sprache zulegte. Er widmete sich von nun an der Geschichte Spaniens und den Sitten des Landes. Er veröffentlichte darüber zahlreiche wissenschaftliche Artikel.
Im Frühjahr 1834 trennte er sich von seiner Frau und zog nach Southernhay, einem heutigen Stadtteil von Exeter, in die Nähe seines Bruders, des Pfarrers James A. Ford (1797–1877). Später kaufte er ein Haus in Heavitree, das er mit den wertvollen Gemälden und Büchern ausstattete, die er in Spanien erworben hatte. Er befreundete sich dort mit dem Künstler John Gendall. Am 24. Februar 1838 heiratete er Eliza Linnington Cranstoun (1808–1849), die älteste Tochter von James Edmund Cranstoun, 9. Lord Cranstoun (1780–1818), und begann kurz darauf mit der Arbeit an seinem Hauptwerk, einem Handbuch für Spanienreisende, das schließlich 1845 von dem Verleger John Murray veröffentlicht wurde. Wie der Historiker William Stirling-Maxwell in seinem Nachruf auf Ford festhielt, verdient es einen dauerhaften Platz unter den besten Büchern über Reisen und Geschichte in englischer Sprache. 1846 erschien ein weiteres Buch über Spanien mit einer Reihe von informativen und unterhaltsamen Essays. Im Jahre 1851 heiratete er Mary Molesworth (1816–1910), die Schwester des Politikers William Molesworth of Pencarrow (1810–1855).
Die letzten Jahre verbrachte Ford zwischen Exeter – wo er Vizepräsident der Devonshire und Exeter Institution und später deren Präsident war – und London.

## Begegnung mit Beethoven
Ford unternahm nach seinem Abgang vom Trinity College im Sommer 1817 eine Bildungsreise nach Deutschland und Österreich, auf der er am 12. Oktober 1817 in Wien eintraf. Höhepunkt seines Aufenthalts in der Stadt war eine Begegnung mit Ludwig van Beethoven, den er am 28. November 1817 aufsuchte. Beethoven empfing Ford überaus freundlich, schenkte ihm ein Porträt von sich und komponierte speziell für Ford ein kurzes Allegretto für Streichquartett in h-Moll. Das Stück war lange Zeit völlig unbekannt. Erst am 8. Dezember 1999 gelangte das Autograph bei Sotheby’s in London überraschend zur Versteigerung und befindet sich heute in der Bibliotheca Bodmeriana in Cologny.

## Werke
- A hand-book for travellers in Spain and readers at home, 2 Bände, London 1845 Digitalisat 2. A. (1847)
- Gathering of Spain, London 1846
- The Spaniards and their country, 2 Bände, New York 1847